# Distritos de Israel

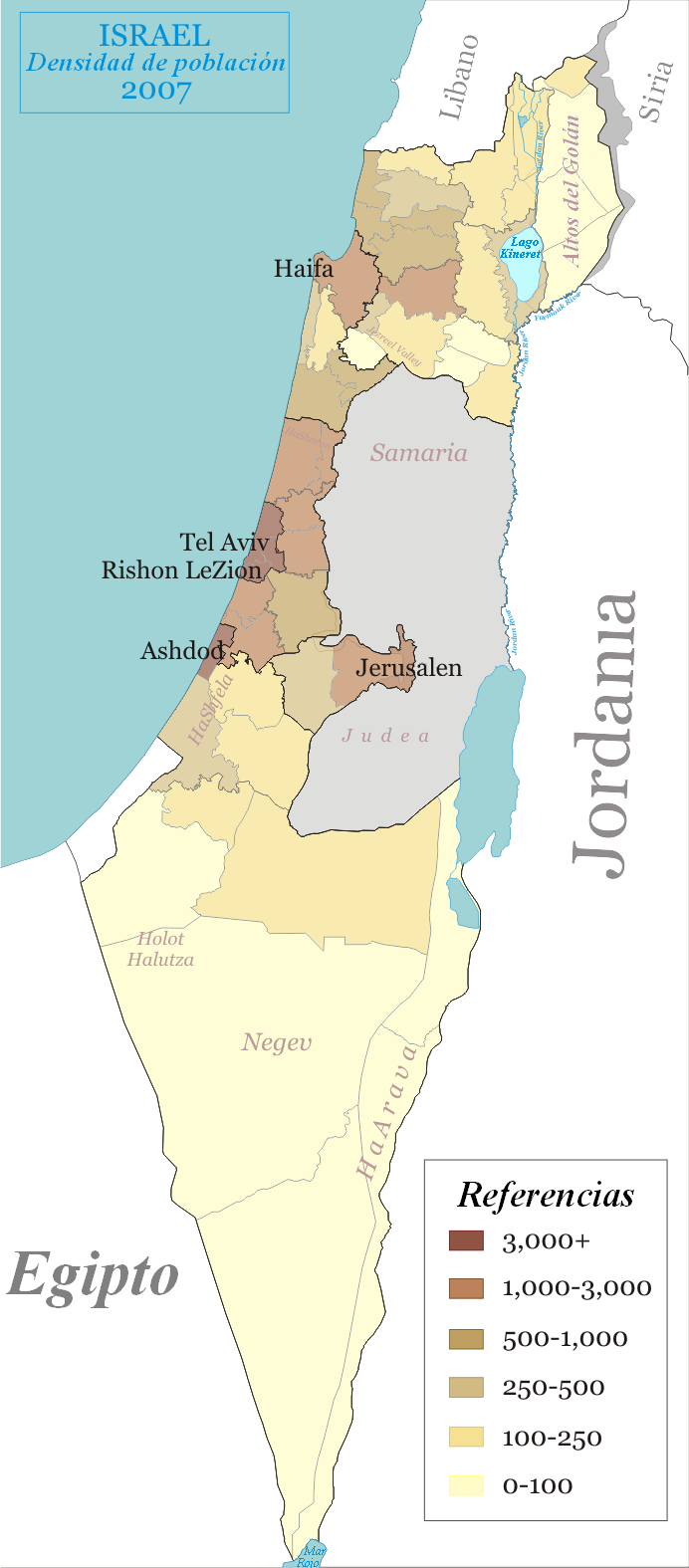
A densidade demográfica por região geográfica, subdistrito e distrito (fronteira espessa indica nível mais elevado).

Há seis principais distritos administrativos de Israel, conhecidos em hebraico como mehozot (מחוזות; singular:  מחוז, mahoz) e quinze subdistritos conhecido como nafot (נפות; singular: נפה, nafá). Cada subdistrito está dividido em cidades, municipalidades e conselhos regionais. 
A atual divisão em distritos foi estabelecida em 1953 para substituir as divisões herdadas do Mandato Britânico. Permanecendo substancialmente igual desde então; uma segunda proclamação de limites distritais emitida em 1957 - que permanece em vigor em 2022, apenas afirmou os limites já existentes. 
Os números neste artigo são baseados nos números do Escritório Central de Estatísticas de Israel, e portanto, incluem todas as áreas sob domínio civil israelense, incluindo os territórios ocupados por Israel onde este for o caso. Sendo assim o subdistrito de Golã, que contém 4 regiões naturais, está incluído nesse total, embora não seja reconhecido pela ONU como parte do território israelita. Similarmente, a população citada abaixo para o Distrito de Jerusalém foi calculada incluindo Jerusalém Oriental, cuja anexação por Israel também não é reconhecida pelas Nações Unidas e pela comunidade internacional. A área da Judéia e Samaria, no entanto, não está incluída no número de distritos e subdistritos, pois Israel não aplica sua jurisdição civil nessa parte da Cisjordânia. 

## Administração
Os distritos não possuem nenhum tipo de instituições eleitas, embora possuam conselhos de representantes compostos por autoridades locais bem como representantes do governo central para propósitos de planejamento. A administração é realizada por um comissário distrital apontado pelo Ministro do Interior. Cada distrito contém também uma corte distrital.

## Distrito de Jerusalém
Distrito de Jerusalém (hebraico: מְחוֹז יְרוּשָׁלַיִם, Mehoz Yerushalayim)
- Capital distrital: Jerusalém
- Área: 653 km²
- População: 1.133.700 habitantes[2]

## Distrito Norte
Distrito Norte (hebraico: מְחוֹז הַצָּפוּן, Mehoz HaTzafon)
- Capital distrital: Nazaré
- Área: 4.473 km²
- População: 1.448.100 habitantes[2]
- Subdistritos:
  - Safed
  - Kinneret
  - Yizre'el
  - Acre
  - Golã

## Distrito de Haifa
Distrito de Haifa (hebraico: מְחוֹז חֵיפָה, Mehoz Heifa)
- Capital distrital: Haifa
- Área: 866 km²
- População: 1.032.800 habitantes[2]
- Subdistritos:
  - Haifa
  - Hadera

## Distrito Central
Distrito Central (hebraico: מְחוֹז הַמֶּרְכָּז‎, Mehoz HaMerkaz)
- Capital distrital: Ramla
- Área: 1.294 km²
- População: 2.196.100 habitantes[2]
- Subdistritos:
  - Sarom
  - Petah Tiqwa
  - Ramla
  - Rehovot

## Distrito de Telavive
Distrito de Telavive (hebraico: מְחוֹז תֵּל־אָבִיב, Mehoz Tel Aviv)
- Capital distrital: Telavive
- Área: 172 km²
- População: 1.427.200 habitantes[2]

## Distrito Sul
Distrito Sul (hebraico: מְחוֹז הַדָּרוֹם, Mehoz HaDarom)
- Capital distrital: Bersebá
- Área: 14.185 km²
- População: 1.302.000 habitantes[2]
- Subdistritos:
  - Ascalão
  - Bersebá